# Kijevë
Kijevë / Kijevo (cyr. Кијево) – wieś w Kosowie, w regionie Prizren, w gminie Malishevë/Mališevo. W 2011 roku liczyła 1279 mieszkańców. 